# Jakarta Challenger 1990
Il Jakarta Challenger 1990 è stato un torneo di tennis facente parte della categoria ATP Challenger Series nell'ambito dell'ATP Challenger Series 1990. Il montepremi del torneo era di $100.000 ed esso si è svolto nella settimana tra il 15 gennaio e il 21 gennaio 1990 su campi in terra rossa. Il torneo si è giocato nella città di Giacarta in Indonesia.

## Vincitori

### Singolare
Horst Skoff ha sconfitto in finale  Chris Garner con il punteggio di 7–6, 4–6, 6–1

### Doppio
Eric Amend /  Tom Mercer hanno sconfitto in finale  Adam Malik /  Joseph Russell con il punteggio di 6–4, 6–7, 6–3